# Hao Ran
Pour les articles homonymes, voir Hao.
Dans ce nom chinois, le nom de famille, Hao, précède le nom personnel.
Hao Ran, né le 8 janvier 1998,, est un coureur cycliste chinois.

## Biographie
En 2019, Hao Ran intègre l'équipe continentale Mitchelton-BikeExchange. Avec cette formation, il termine notamment quatrième du championnat de Chine du contre-la-montre et vingtième du Tour de Fuzhou, où il montre ses qualités de grimpeur. Trois ans plus tard, il se classe quatrième d'une étape du Tour du lac Qinghai, sous les couleurs de la structure Pingtan International Tourism Island. Il finit également onzième du Tour of Huangshan en 2023. 
En 2024, il rejoint la structure Hainan Wuzhishan, qui évolue elle aussi au niveau continental. Il se distingue au mois de juin en devenant champion de Chine sur route. 

## Palmarès et résultats

### Par année
- 2018
  -  Champion de Chine du contre-la-montre
- 2024
  -  Champion de Chine sur route
  - 3e du championnat de Chine du contre-la-montre

### Classements mondiaux
| Année         | 2019 | 2020 |
| ------------- | ---- | ---- |
| UCI Asia Tour | 219e | 157e |